# Księstwo kaliskie
Księstwo kaliskie (łac. Ducatus Calisiensis) – księstwo dzielnicowe istniejące na ziemi kaliskiej w latach 1138–1314 ze stolicą w Kaliszu.